# Idaho
Idaho (AFI: [aɪdəho]) este un stat al Statelor Unite ale Americii din zona cunoscută ca Zona Pacificului de nordvest (în engleză, Pacific Northwest.  Capitala statului și cel mai mare oraș este Boise.  Locuitorii se numesc "Idahoans."  Idaho a fost cel de-al 43-lea stat admis în Uniune la 3 iulie 1890.
Conform datelor furnizate de United States Census Bureau, în 2004 Idaho a avut o populație estimată la 1.393.262.  Abrevierea poștală a statului este ID.  Statul Idaho mai este denumit și Statul Giuvaer (conform originalului, [the] Gem State) din cauza abundenței de resurse naturale.  Motto-ul statului este Esto Perpetua, ceea ce semnifică în limba latină "Să fie perpetuu".
Zona de sud a statului Idaho (Southern Idaho), incluzând Zona metropolitană Boise, Idaho Falls, Pocatello și Twin Falls se găsesc în zona fusului orar al munților Stâncoși (Mountain Time Zone).  Zonele la nord de Râul Salmon, incluzând Coeur d'Alene și Lewiston, se găsesc în zona fusului orar al Pacificului (Pacific Time Zone).

## Originea numelui
Idaho are un nume foarte neobișnuit.  Este probabil singurul stat al Statelor Unite care a fost numit ca rezultat al unui cuvânt inventat.  Când s-a căutat un nume care să fie dat noului teritoriu organizat, un excentric partizan al expansiunii teritoriale a Uniunii, George M. Willing, a sugerat Idaho, care ar fi însemnat într-una din limbile nativilor americani, conform afirmațiilor sale, "piatra prețioasă a munților".
Când afirmațiile lui Willing s-au dovedit a fi născocite de acesta, teritoriul original Idaho a fost redenumit Colorado.  Mai târziu, se pare că disputa a fost uitată, întrucât actual stat Idaho păstrează numele care a fost dat teritoriului corespunzător, Idaho Territory în 1863, când acesta a fost format și organizat.

## Emblemele oficiale ale statului
| - Calul statului -- Appaloosa - Dansul statului -- Square dance - Floarea statului -- Syringa - Fosila statului -- Hagerman Horse (Equus simplicidens) - Fructul statului -- Huckleberry - Insecta statului -- Monarch butterfly - Pasărea statului -- Mountain bluebird - Peștele statului -- Cutthroat trout - Piatra prețioasă a statului—Idaho star garnet - Răpitorul statului sau Pasărea răpitoare a statului -- Peregrine falcon |

## Demografie

### 2010

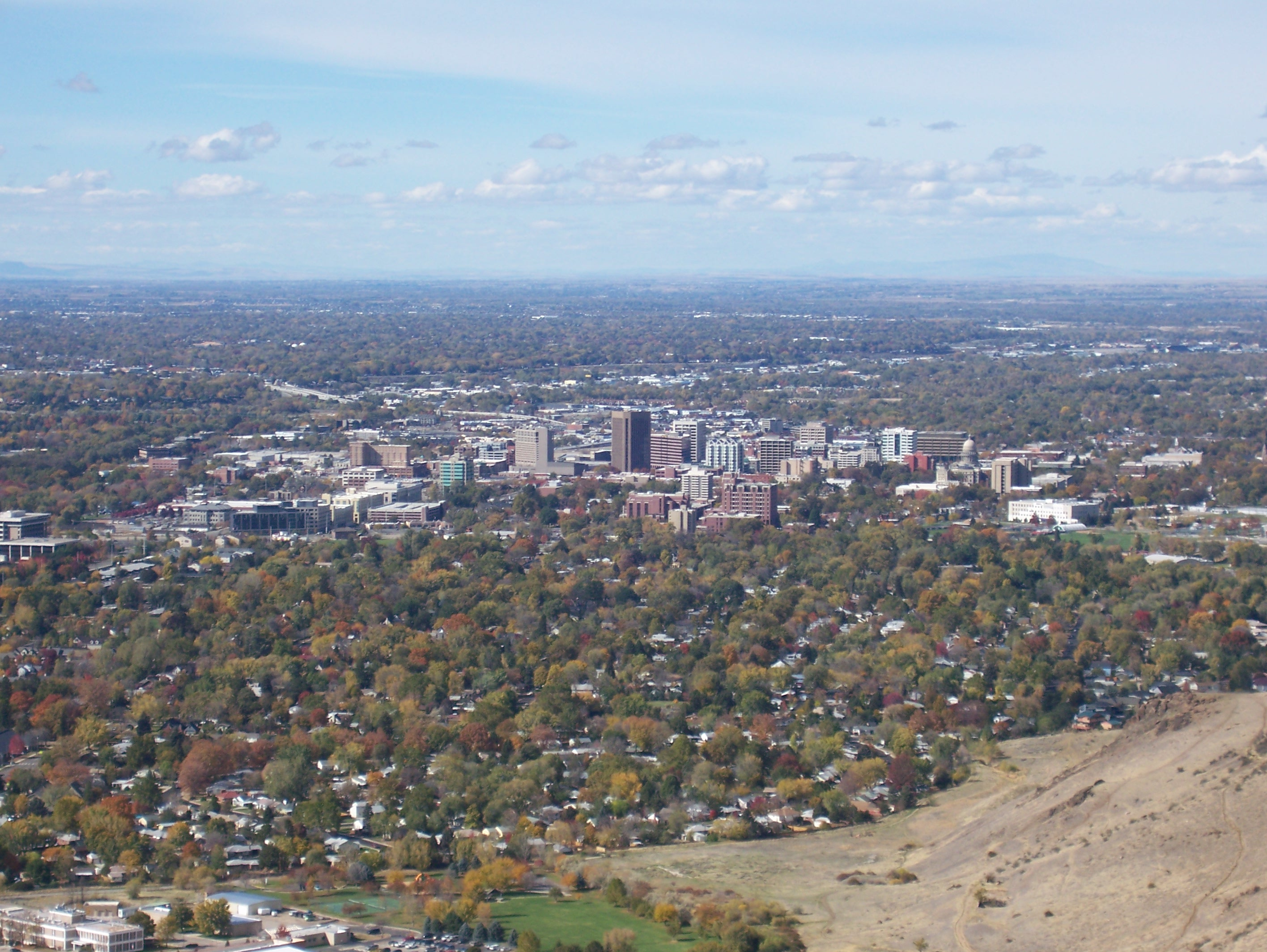
Boise capitala și cel mai populat oraș al statului

Populația totală a statului în 2010: 1,567,582
Structura rasială în conformitate cu recensământul din 2010:
- 89.1% Albi (1,396,487)
- 0.6% Negri (9,810)
- 1.4% Americani Nativi (21,441)
- 1.2% Asiatici (19,069)
- 0.1% Hawaieni Nativi sau locuitori ai Insulelor Pacificului (2,317)
- 2.5% Două sau mai multe rase (38,935)
- 5.1% Altă rasă (79,523)
- 11.2% Hispanici sau Latino (de orice rasă) (175,901)

### Religia
În anul 2014 structura religioasă arăta așa
- Creștini:67%
  - Protestanți 37%
  - Catolici 10%
  - Mormoni 19%
  - Ortodocși creștini 1%
  - Martorii lui Iehova: mai puțin de 1%
  - Alte tipuri de creștinism:mai puțin de 1%
- Evreii:<1%
- Musulmani:1%
- Hindusi:<1%
- Budisti:<1%
- Alte religii:3%
- Fara religie:27%

### Limba
Engleza este limba predominant vorbita in acest stat. Alte limbi vorbite in stat sunt: spaniola și limbile baștinașilor din zona.